# والکرتسهوفن
والکرتسهوفن (به آلمانی: Walkertshofen) یک شهر در آلمان است که در آوگسبورگ واقع شده‌است. والکرتسهوفن ۱٬۱۱۵ نفر جمعیت دارد.